# 하마구치 나오키
하마구치 나오키(浜口直樹)는 프로그래머이자 디렉터로, 주로 파이널 판타지 시리즈를 작업하는 스퀘어 에닉스의 직원이다.

## 경력
하마구치는 파이널 판타지 VI를 플레이한 후 게임을 만드는 데 큰 영감을 받았고, 그 품질의 게임을 만들고 싶었다. 2003년 HAL 나고야 기술 디자인 전문학교를 졸업하고 같은 해 게임 업계에 입문했다.
파이널 판타지 XIII 3부작에서 프로그래머로 일한 후 하마구치는 모비우스 파이널 판타지의 프로젝트 리더로 임명되었다. 그는 개발 초기부터 파이널 판타지 VII 리메이크에 참여했지만 나중에 프로젝트가 주로 내부 개발 구조를 사용하도록 전환했을 때 개발 리더의 역할로 승진했다. 2018년 3월, 하마구치는 파이널 판타지 VII 리메이크에 집중하기 위해 모비우스 파이널 판타지 프로젝트 리더 역할에서 물러났다. 전 뫼비우스 전투 기획자 시라가 다카시가 하마구치 대신 뫼비우스 파이널 판타지 프로젝트 리더로 임명되었다.
2019년 4월 회사 사업부 구조 조정 과정에서 하마구치는 노무라와 함께 파이널 판타지 VII 리메이크의 공동 감독으로 승진하여 첫 감독 데뷔를 했다.
2021년 2월, 노무라는 다른 프로젝트에 집중하기 위해 향후 파이널 판타지 VII 리메이크 타이틀의 디렉터직에서 물러날 것이며, 하마구치가 새로운 메인 디렉터가 되고 노무라는 크리에이티브 디렉터로 남을 것이라고 발표되었다.

## 작품
- 파이널 판타지 XII
- 파이널 판타지 XIII
- 파이널 판타지 XIV (2010년 비디오 게임)
- 파이널 판타지 XIII-2
- 라이트닝 리턴즈 파이널 판타지 XIII
- 뫼비우스 파이널 판타지
- 파이널 판타지 VII 리메이크
- 파이널 판타지 VII: 더 퍼스트 솔저
- 파이널 판타지 VII 리버스